# شارپنهو
شارپنهو (به انگلیسی: Sharpenhoe) یک روستا در بریتانیا است که در Central Bedfordshire واقع شده‌است.